# قائمة الكهوف في الولايات المتحدة
فيما يلي قائمة بكهوف الولايات المتحدة:

## آيوا
- حديقة كهوف ماكوكيتا العامة
- كهف سبوك

## أركنساس
- كهف أولد سبانيش ترجر
- كهف أونيكس
- كهف كوزميك
- كهوف بلانتشارد سبرينغز
- كهوف بول شولز
- ميستيك كافرنز آند كريستال دوم

## أريزونا
- حديقة كهوف كارتشنر العامة
- كهف كلوسال
- كهوف غراند كانيون

## ألاباما
- حديقة كهوف الكاثدرال العامة
- حديقة كهوف ريكوود العامة
- كهف راسل التذكاري الوطني
- كهوف ديسوتو

## أوريغن
- كهف نهر لافا

## أوكلاهوما
- حديقة كهوف ألابستر العامة

## أوهايو
- كهوف أوهايو
- كهف كريستال
- كهوف أولينتانجي إنديان
- كهوف زين شوني
- كهوف سينيكا

## أيداهو
- كهف مينيتونكا

## إلينوي
- حديقة كيف-إين-روك العامة

## إنديانا
- كهف مارينغو
- كهوف التوأم
- كهوف بلوسبرينغ
- كهوف سكوير بوون
- كهوف وياندوت

## بنسيلفانيا
- الكهوف الهندية
- كهف كريستال
- كهوف إنديان إيكو

## تكساس
- الكهف عديم الاسم
- حديقة كهف كيكابو العامة
- حديقة كهف لونغهورن العامة
- كهف إينر سبيس
- كهف وندر
- كهوف سونورا
- كهوف كاسكيد
- كهوف نتشرال بريج

## تينيسي
- حديقة كهف دونبار العامة
- شلالات روبي
- كهف بيل ويتش
- كهف غيليسبي
- كهف كومبرلاند
- كهوف الراكون الجبلية
- كهوف كريغيد

## داكوتا الجنوبية
- حديقة كهف الرياح الوطنية
- كهف جويل التذكاري الوطني
- كهف راشمور
- كهوف سيتينغ بول كريستال

## فرجينيا
- الكهوف الأزلية
- الكهوف الكبرى
- كهف غاب
- كهوف ديكسي
- كهوف سكايلاين
- كهوف شيناندوا
- كهوف لوراي

## فيرجينيا الغربية
- كهف أورغان
- كهوف العالم السفلي
- كهوف سموك هول
- كهوف سينيكا

## فلوريدا
- حديقة كهوف فلوريدا العامة

## فيرمونت
- كهف إيلوس

## كارولاينا الشمالية
- كهوف لينفيل

## كاليفورنيا
- حديقة كهف تشوماش الملون التاريخية العامة
- كهف بويدن
- كهف كريستال
- كهف ماونينغ
- كهوف بحيرة شاستا
- كهوف كاليفورنيا
- كهوف مود

## كنتاكي
- كهف أونيكس العظيم
- كهف الماموث
- كهف النهر الجوفي
- منتجع حديقة كهوف كارتر العامة
- هورس كيف

## كولورادو
- حديقة مغامرات كهوف غلينوود
- كهف الرياح

## ماريلند
- مغارات كريستال

## ماساتشوستس
- كهف الملك فيليب

## مونتانا
- كهف بيكتوغراف
- كهوف لويس وكلارك

## ميزوري
- حديقة كهف أونونداغا العامة
- كهف النهر الجاري
- كهف برايدل
- كهف توكينغ روكس
- كهف مارفل
- كهف مارك توين
- كهوف أوزارك
- كهوف سانت لويس
- كهوف فانتاستك
- كهوف ميراميك

## مينيسوتا
- حديقة كهف فورستفيل الغامض العامة
- كهف نياغرا

## نيفادا
- كهف لوفلوك
- متنزه غريت باسين الوطني

## نيومكسيكو
- حديقة كهوف كارلسباد الوطنية
- كهف سانديا
- كهف ليتشوجويلا

## نيويورك
- كهوف هاو

## ويسكونسن
- حديقة كهوف تشرني ماريبل العامة
- كهف إيغل
- كهف ذا ماوندز
- كهف كريستال

## يوتا
- كهف الماموث
- كهف تيمبانوغوس التذكاري الوطني
- كهف ماكي

## وصلات خارجية
- List of U.S.A. Long Caves
- List of U.S.A Deep Caves